# Afraates
Afraates fue un escritor de la Iglesia Oriental Siriaca (270-345). Es el principal representante con Efrén de Siria de la edad de oro de la literatura siríaca.

## Historia
Afraates o Afraat, era conocido como “el sabio persa”, posiblemente haya vivido entre el 270 y el 345, fue el padre de la iglesia siriaca y súbdito del imperio persa, quizás fue monje o abad del convento de Mar Mateo, al este de Mosul y probablemente obispo, o un alto funcionario de la iglesia persa, pues formaba parte de los “hijos de la alianza”, o “hijos del pacto” ascetas que permanecían en el mundo y antes de ser bautizados tomaban la decisión de permanecer célibes, esta decisión era para ellos una obligación después del bautismo, fuera de estos datos no se sabe nada de su vida, lo demás se deducen de sus obras.
Su deseo era que primero se conociera su obra y su vida pasara a un segundo término. Sus escritos han llegado íntegros, con todas las garantías de seguridad, consisten en una colección de 23 tratados, cartas y homilías, que llevan el título de Demonstrationes, están ordenadas a modo de acróstico según las 22 letras del alfabeto siriaco, después se añade, como apéndice, la número 23, obras que dirige a los “hijos de la alianza” grupo del cual formaba parte.

## Obras
Las Demonstrationes no se escribieron de una sola vez, las 10 primeras son del año 337 y desarrollan los temas clásicos de la teología y la ascética cristiana (la fe, caridad, ayuno,  oración, las guerras, los penitentes, la resurrección, la humildad, los pastores). Las otras 13 se remontan al 343-345, y están dedicadas en su mayoría a la polémica antijudía, sólo en la Demonstratio 14 el autor denuncia bajo forma de carta enviada a un sínodo de obispos los abusos del clero, la 23 se escribe durante el invierno del 344-345, tiempo en que se lleva a cabo la persecución de Shapur II.
En la segunda serie de Demostraciones toca las diferencias teológicas y prácticas con los judíos: (11) sobre la circuncisión – (12) sobre la Pascua – (13) sobre el shabbat – (14) exhortos a un sínodo provincial – (15) sobre la distinción de los alimentos – (16) sobre pueblos en vez del Pueblo – (17) sobre el Mesías que es Hijo de Dios – (18) contra los judíos sobre la virginidad y la santidad – (19) contra los judíos que afirman que es para ellos la promesa de la reunión – (20) sobre la atención a los pobres – (21) sobre la persecución – (22) sobre la muerte y los últimos tiempos, y en la Demonstratio 23, que es añadida, habla sobre la continuidad de la historia salvífica de Dios con los hombres, que primero eligió a los judíos, pero cuya bendición pasó a la verdadera vid de Cristo.

## Doctrina
Su doctrina es trinitaria y cristológica, aun dentro de la ortodoxia aunque ignora Nicea, en cuanto al Espíritu Santo su doctrina no es explícita, la originalidad de su doctrina es que se basa por completo en el simbolismo bíblico enriquecido por las traducciones targúmicas trasmitidas por las primeras comunidades cristianas de Mesopotamia.
La espiritualidad de Afraates rezuma optimismo, inmersa en una atmósfera de dulzura y de paz, con una gran instancia en la humildad.

### Liturgia de las horasde la Iglesia católica
Una parte de la Demostratio 11 (la circuncisión del corazón) es la segunda lectura del oficio de lecturas del miércoles de la primera semana de Cuaresma en la iglesia católica.

### Irreversibilidad del destino eterno
Comentando las palabras de Abraham en la Parábola del rico epulón y el pobre Lázaro, Afraates escribe:

Cuando dijo Abrahán al rico: Entre vosotros y nosotros se abre un abismo (…), manifestó que después de la muerte y resurrección no habrá lugar a penitencia alguna. Ni los impíos se arrepentirán y entrarán en el Reino, ni los justos pecarán y bajarán al infierno. Éste es un abismo infranqueable.
 Demonstrationes 20,12